# Віллі Вюльбек
Вільгельм «Віллі» Вюльбек (нім. Wilhelm "Willi" Wülbeck; нар. 18 грудня 1954) — німецький легкоатлет, який спеціалізувався в бігу на середні дистанції.
На міжнародних змаганнях представляв Західну Німеччину.

## Спортивні досягнення
Олімпійський фіналіст (4-е місце) у бігу на 800 метрів (1976).
Чемпіон світу з бігу на 800 метрів (1983).
Двічі посідав третє місце в бігові на 800 метрів на Кубках світу (1977, 1979).
Дворазовий фіналіст забігів на 800 метрів на чемпіонатах Європи (1974, 1982), в яких обидва рази був восьмим.
Дворазовий переможець забігів на 800 метрів на Кубках Європи (1977, 1983).
Срібний призер чемпіонату Європи серед юніорів у бігу на 800 метрів (1973).
Багаторазовий чемпіон та рекордсмен країни, включаючи, зокрема, 10 чемпіонських звань у бігу на 800 метрів просто неба поспіль (1974—1983).

## Визнання
- Срібний лавровий лист (1980)
- Меморіальна нагорода імені Рудольфа Гарбіга[de] (1984)